# Omar García Harfuch
Omar Hamid García Harfuch (Cuernavaca, Morelos; 25 de febrero de 1982) es un policía, funcionario y abogado mexicano, miembro del partido Morena. Es el secretario de Seguridad y Protección Ciudadana desde el 1 de octubre de 2024 durante el gobierno de la presidenta Claudia Sheinbaum.

## Biografía
Omar García Harfuch nació en la ciudad de Cuernavaca, Morelos, el 25 de febrero de 1982. Es hijo de Javier García Paniagua, político con experiencia en instituciones de seguridad en los años sesenta y setenta, titular de la Dirección Federal de Seguridad, durante el periodo de la Guerra Sucia, en el sexenio del presidente José López Portillo y presidente nacional del Partido Revolucionario Institucional, y esposo de la actriz María Sorté. Es nieto, además, de Marcelino García Barragán, militar revolucionario, gobernador de Jalisco y secretario de la Defensa Nacional de 1964 a 1970, en el gobierno de Gustavo Díaz Ordaz; figura controvertida por su relación con la masacre de Tlatelolco.

## Trayectoria profesional
Es licenciado en Derecho por la Universidad Continental, licenciado en Seguridad Pública y Maestro en Administración Pública por la Universidad del Valle de México. Tiene estudios de especialización en seguridad en la Universidad de Harvard y en el Buró Federal de Investigaciones y la Administración para el Control de Drogas de los Estados Unidos.
En 2008 ingresó como jefe de departamento en la entonces Policía Federal Preventiva de la Secretaría de Seguridad Pública, durante el gobierno de Felipe Calderón, como jefe de departamento; ascendiendo posteriormente a director de área, coordinador en el estado de Guerrero y jefe de la división de Investigación. Mientras encabezaba formalmente la Policía Federal en Guerrero, ocurrió la desaparición forzada de 43 estudiantes de la Escuela Normal Rural de Ayotzinapa en la ciudad de Iguala, el 26 de septiembre de 2014.
El 9 de noviembre de 2016, en el gobierno de Enrique Peña Nieto, fue nombrado comisionado de la Agencia de Investigación Criminal de la Fiscalía General de la República en sustitución de Tomás Zerón, permaneciendo en dicho cargo hasta el fin del gobierno de Peña Nieto, el 30 de noviembre de 2018.
En junio de 2019 la jefa de gobierno de la Ciudad de México, Claudia Sheinbaum, lo nombró jefe de la Policía de Investigación de la entonces Procuraduría de la Ciudad de México, así como coordinador de Inteligencia de su gabinete de Seguridad.

## Trayectoria política

### Secretario de la Ciudad de México
El 4 de octubre de 2019, fue nombrado titular de la Secretaría de Seguridad Ciudadana de Ciudad de México, tras la renuncia de Jesús Orta Martínez.

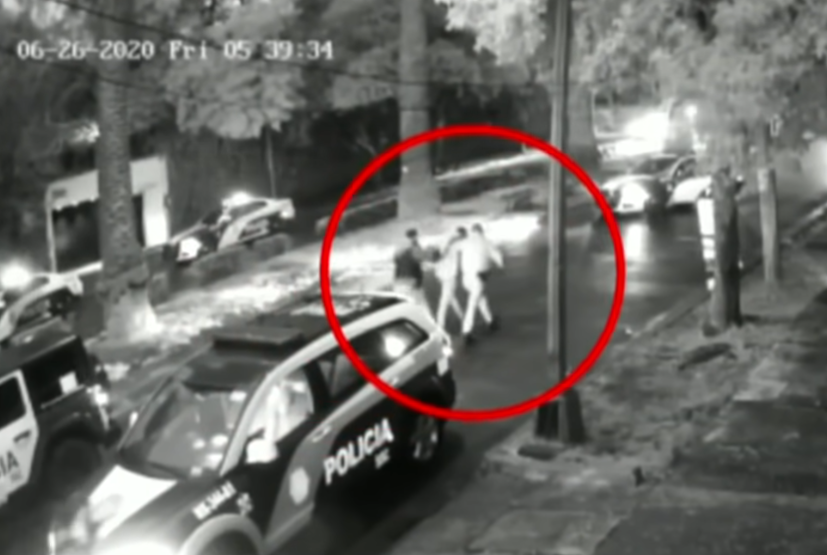
La policía arresta a uno de los agresores que atacaron a Omar García Harfuch, 26 de junio de 2020. La imagen es captada por una cámara de circuito cerrado de televisión.

El 26 de junio de 2020 a las 6:38 hora local, cuando circulaba por la avenida Paseo de la Reforma en la Ciudad de México, integrantes del Cártel Jalisco Nueva Generación perpetraron un atentado armado en su contra, provocándole tres heridas por impacto de bala que no pusieron en riesgo su vida. Sin embargo, dos de sus escoltas y a una mujer, que circulaba por el lugar de la emboscada, fueron asesinados en el lugar. Catorce atacantes fueron detenidos.

### Senador del Congreso de la Unión
El 9 de septiembre de 2023, presentó su renuncia como titular de la Secretaría de Seguridad Ciudadana para integrarse a la campaña presidencial de Claudia Sheinbaum. Dos semanas después, anunció su intención de contender por la jefatura del gobierno de CDMX. El 25 de septiembre se registró formalmente para buscar la candidatura de Morena.
El 11 de noviembre en la madrugada Morena anunció que el candidato mejor posicionado en la encuesta era el secretario de seguridad de Ciudad de México, sin embargo, por acción afirmativa el partido decidió entregar la candidatura a Clara Brugada. Como respuesta, se anunció que Omar García Harfuch ocuparía el primer lugar de la fórmula para el Senado.
En las elecciones del 2 de junio, compitió en fórmula con la exfiscal Ernestina Godoy para ocupar los escaños al Senado de mayoría relativa de la Ciudad de México. En ellas, su fórmula obtuvo la victoria con 54.3 % de los votos contra 36.24 % de la oposición.

## Controversias

### Vínculo con la desaparición forzada de 43 normalistas de Ayotzinapa

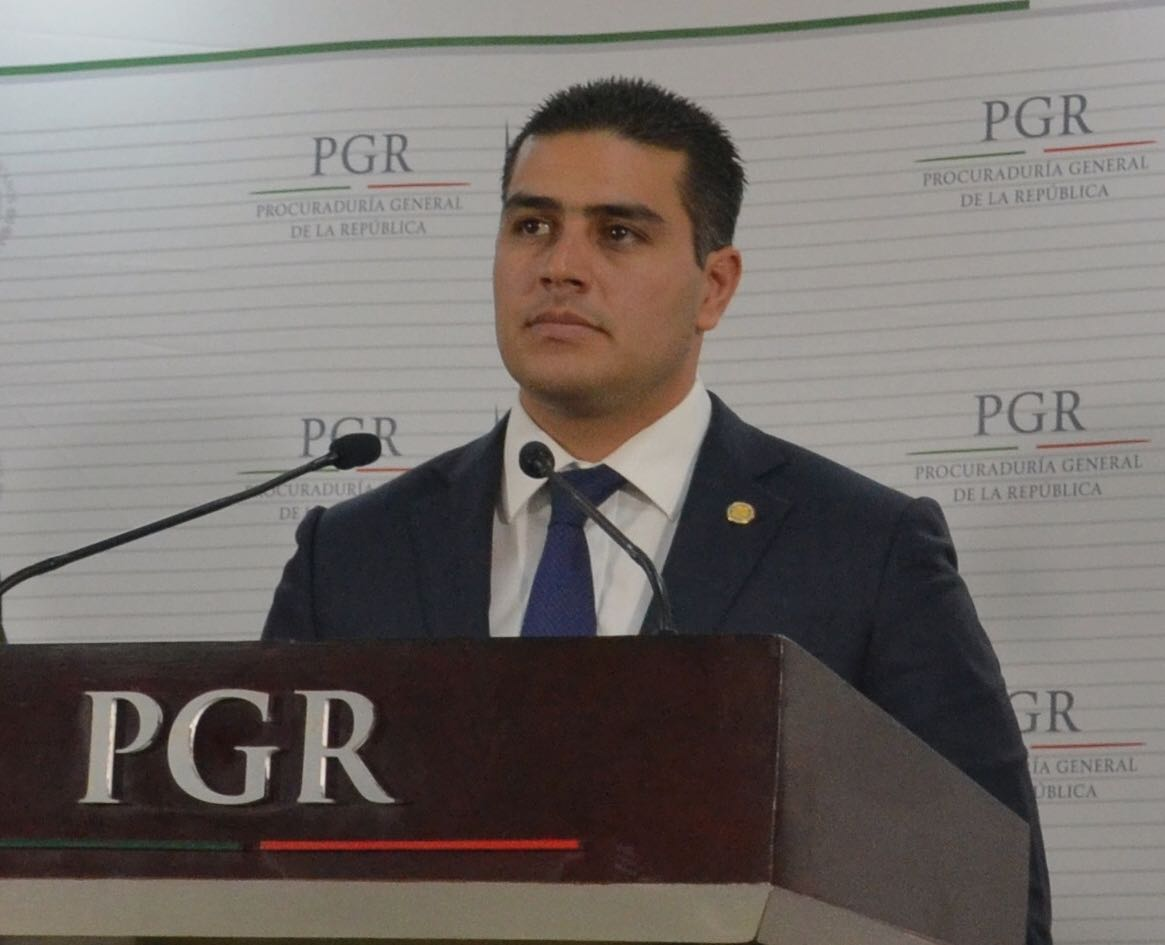
Omar García Harfuch dando una conferencia en la PGR en 2017.

En agosto de 2022 el subsecretario Alejandro Encinas leyó las conclusiones preliminares contenidas en el documento Informe de la Presidencia de la Comisión para la Verdad y Acceso a la Justicia del caso Ayotzinapa. Entre las conclusiones destacó que hubo acción concertada entre el grupo delictivo Guerreros Unidos y personal de algunas instituciones del Estado mexicano, de nivel federal, estatal y municipal. Según algunos ministerios públicos federales, un testigo declaró que se realizó en Iguala una reunión de altos mandos el 7 de octubre de 2014, donde se delineó la estrategia de investigación del caso.
La reunión de 2014 habría sido presidida por Jesús Murillo Karam, participaron el gobernador Ángel Aguirre Rivero, el subprocurador Tomás Zerón, el entonces delegado de la Policía Federal en Guerrero, Omar García Harfuch y otros funcionarios de la entidad. En esta reunión, según el subsecretario, se habría fraguado la Verdad Histórica. En el segundo informe relacionado con la desaparición de los 43 normalistas de Ayotzinapa, el secretario fue nombrado por segunda ocasión. Reiterando que el nombre de García Harfuch aparece en los registros de las reuniones donde se fraguó la Verdad Histórica.
Ante esta relación, el entonces secretario de seguridad ciudadana negó en múltiples medios la relación acusada por el subsecretario. Él comentó que en ese punto él ya no estaba comisionado en el Estado de Guerrero y “estaba en Michoacán” cuando ocurrió el ataque contra los estudiantes y las consecuentes reuniones. Sin embargo, la presencia de Harfuch en las reuniones antes, durante y después a la noche de octubre de 2014 fue reconocida por distintos medios periodísticos previo a declaración del subsecretario Encinas; como el semanario Proceso y la periodista Anabel Hernández que publicó desde 2016 la relación entre el entonces titular de la extinta Agencia de Investigación Criminal de la también extinta Procuraduría General de la República  con los presuntos responsables de la desaparición de los 43 normalistas de Ayotzinapa.

### Cártel de Sinaloa

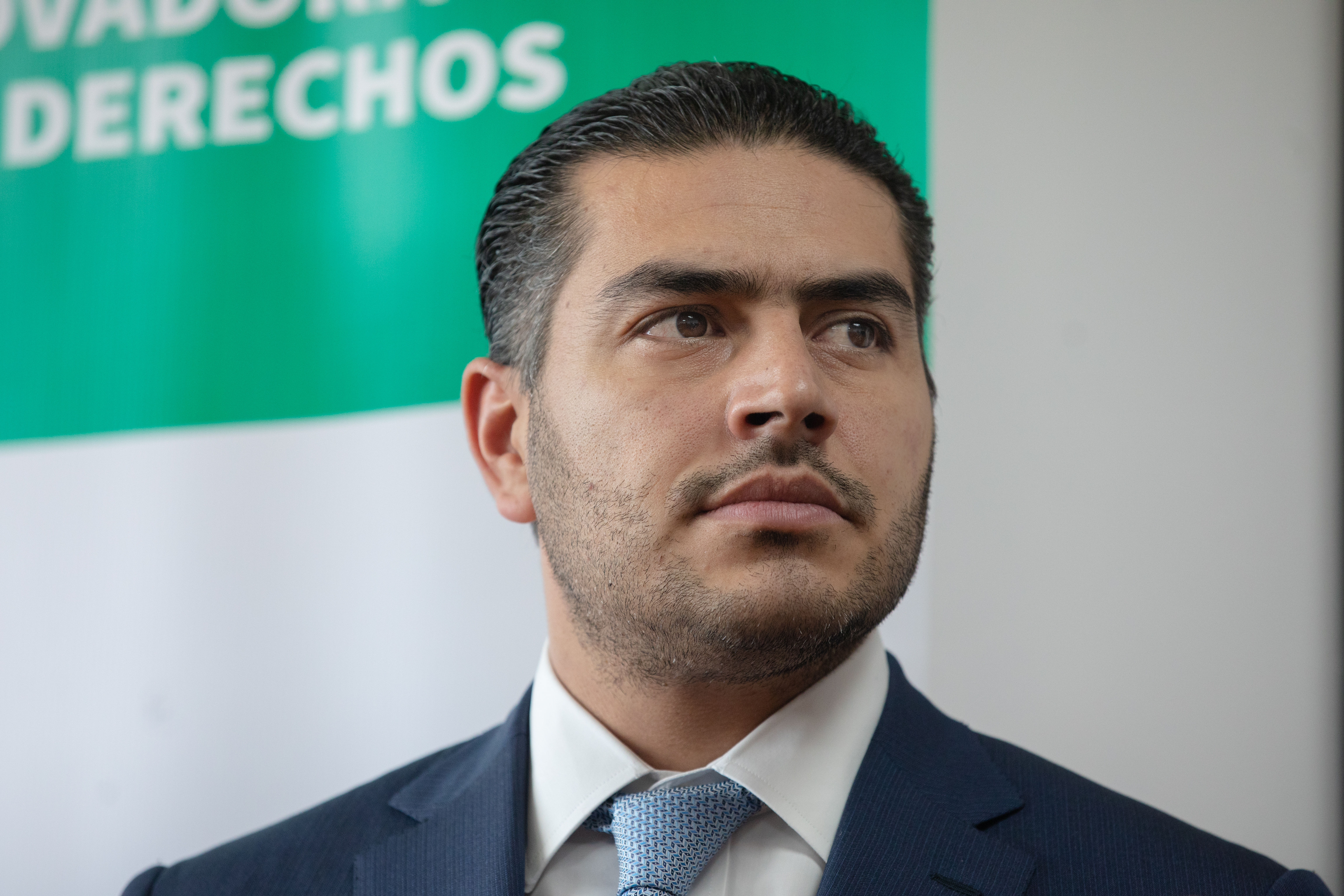
Omar García Harfuch en 2019.

De acuerdo a las investigaciones realizadas por la periodista Anabel Hernández, publicadas en su libro "La Historia Secreta. AMLO y el Cártel de Sinaloa" pero donde no se han mostrado pruebas hasta el momento, se encuentra el testimonio de Julián García, primo de Omar García Harfuch, a quien entrevistó en el año 2022 y afirmó tener conocimiento pleno que Omar García Harfuch y otros familiares están involucrados con el Cártel de Sinaloa, lo cual se confirmó con la denuncia que hizo el "Mini Lic" en el año 2023 en una columna publicada por la periodista Anabel Hernández en el medio alemán Deutsche Welle, según la cual dijo que García Harfuch supuestamente recibió un millonario soborno de Los Chapitos a cambio de detener a Dámaso López Nuñez, alias  El Licenciado quien por muchos años fungió como mano derecha de Joaquín "El Chapo" Guzmán.
Según la denuncia, dicho dinero le habría sido entregado a García Harfuch cuando se desempeñaba como titular de la Agencia de Investigación Criminal (AIC) durante el gobierno de Enrique Peña Nieto. También denunció el "Mini Lic" en dicha entrevista dada a Anabel Hernández que García Harfuch supuestamente le robó a su padre alrededor de dos millones de dólares durante el operativo del 2017 donde lo detuvieron en la Ciudad de México.
Agentes de la DEA que supuestamente estuvieron adscritos a la Embajada de los Estados Unidos en México le informaron a Anabel Hernández que existen supuestamente grabaciones intervenidas a grupos criminales en las que descubrieron el modus operandi de García Harfuch y su equipo para quedarse con el dinero y la droga que hallaban en sus operativos.
Tras la publicación de la columna, Omar García Harfuch negó lo escrito por la periodista puesto que no ha presentado ninguna prueba sólida hasta el momento.[cita requerida]